# Oulujoki kommun

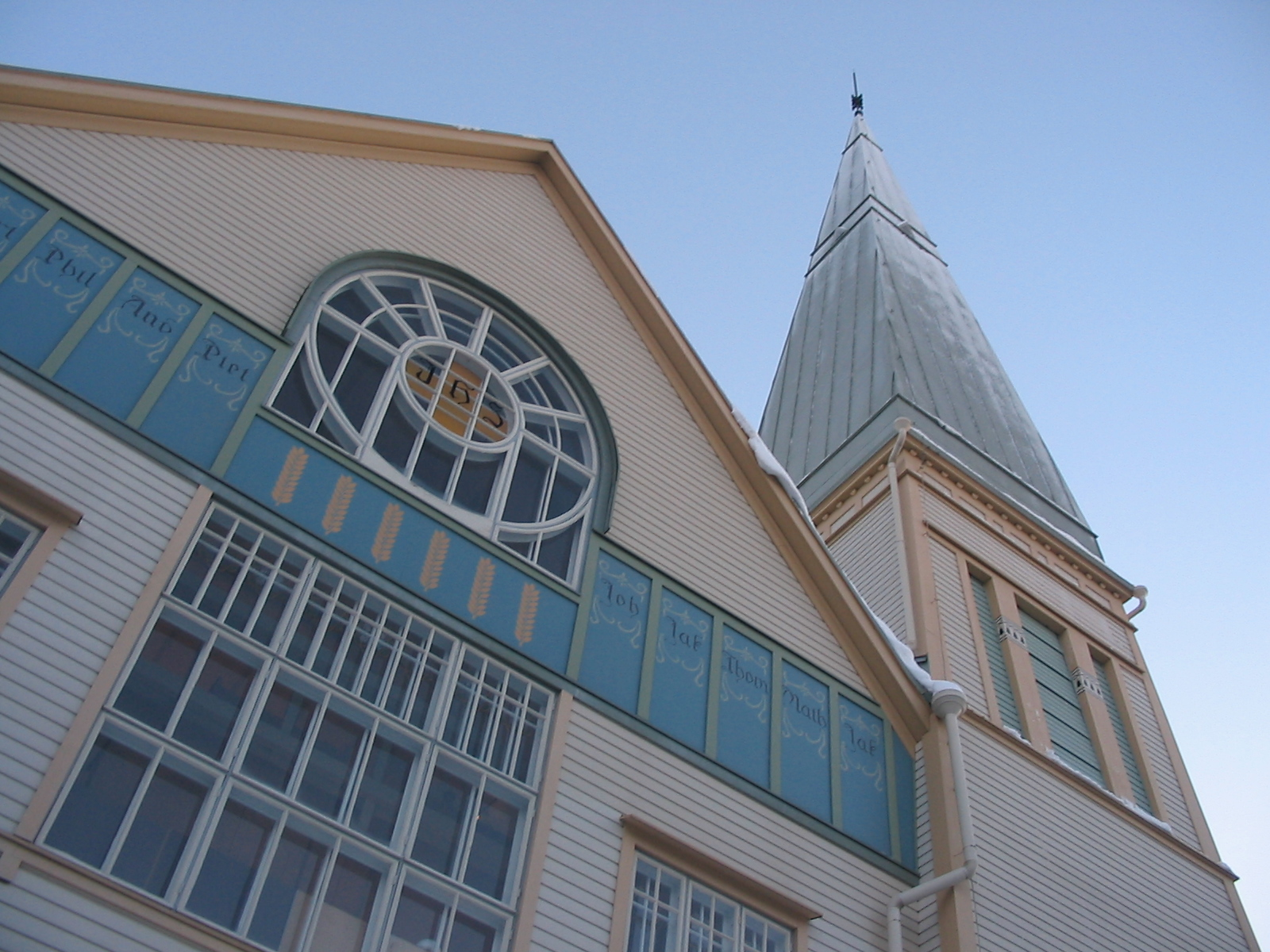
Oulujoki kyrka i december 2004, uppförd 1908, arkitekt Viktor J. Sucksdorff.

Oulujoki (tidigare Uleå, finska: Oulun maalaiskunta) är en finländsk före detta kommun som 1 januari 1965 uppgick i Uleåborgs stad. Vissa delar av kommunen uppgick dock i kommunerna Haukipudas, Kempele, Kiminge, Uleåsalo, Tyrnävä, Utajärvi och Överkiminge. Kommunen beslutade 1910 att byta namn till Oulujoki.
De svenska namnet Uleå skall inte förväxlas med Uleåborg.